# 구암서원 (대구)
구암서원(龜巖書院)은 대한민국 대구광역시 북구 산격동에 있는 서원이다. 1975년 2월 5일에 '건조물 경북 제2호'로 지정, 1982년 3월 4일에 대구광역시의 문화재자료 제2호로 지정되었다.

## 개요
구계 서침의 덕을 기리기 위해 위패를 모시고 제사지내는 서원이다. 서침은 고려말∼조선초의 변혁기에 향촌에 은거하며 학문 연구에 노력하였다. 대구부민이 구계선생을 구암서원 숭현사에 봉향하게 된 연유는 다음과 같다.
구계선생이 조선초에, 달성서씨 胄孫(주손)으로 세거지인 달성에 살았는데 임금께서 달성이 국가의 군사요새로 필요하다고 하면서 命換其址(명환기지)케 하고 蓮信(현재의 영선시장자리)과 新池(현재의 서문시장)下의 蒙利土地(몽리토지)에 대한 세금을 서씨 일문에 받게 하고,南山古驛(남산고역)과 東山一帶(동산일대)의 땅을 下賜하며, 두터운 상과 세록을 주겠다고 하였으나, 胄孫(주손) 구계선생이 「이 나라의 모든 것이 국왕의 땅이거늘 국가시책에 따라 땅을 바친다고 어찌 臣(신) 혼자만이 부귀를 바라겠습니까?」 라고 쾌연히 사양하고는 일가의 사사로운 은혜를 받기 보다는 대구부민이 고르게 은혜를 입었으면 좋겠다고 말하며, 대구지방의 還穀利子(환곡이자)를 한섬에 다섯되씩 감해 주시기를 청하여 임금의 윤허를 받아 실시 하게 되었다. 그 뒤 대구부민이 조선말까지 그 혜택을 입었다. 그 덕을 기리기 위해 세운 서원이다
서원에 들어서면 관리사인 백인당, 정문인 연비루, 동재(경례재), 서재(누학재), 강당(초현당), 내삼문(경앙문), 맨위에 사당인 숭현사가 있다. 구암서원은 정남향으로 대구를 한눈에 볼 수 있는 조망을 가지고 있고, 대구 시내에서 가장 규모가 큰 서원으로 보존 상태가 좋은 편이다. 현재는 문화유산을 활용하여 연 1만5천명이 선비문화체험을하고있으며 2024년10월말까지 수료생은 10만명이 넘었다 . 개방 시간은 오전9시- 오후 5시까지 개방을 한다. 2025년부터 매달1한번씩 야간개장을 한다. 구암서원야경은 대구 야경 십경에 하나다   

## 역사
구암서원은 1665년(현종 6년)에 연구산(連龜山) 서남쪽(현재 대구초등학교 서남쪽 언덕)에 숭현사(崇賢祠)를 건립하고 대구부민이 구계 서침을 봉향하였다. 이후 1717년(숙종 43년)에 대구광역시 중구 동산동 229번지로 이건하고, 1718년(숙종 44년) 3월에 서거정을 추가 배향하고, 1741년(영조 17년) 2월에 약봉 서성(徐渻)을, 1757년(영조 33년) 8월에 함재 서해(徐嶰)를 추가 배향하였다.
1868년(고종 5년) 대원군의 서원 철폐령에 따라 훼철되었다가 1924년 유림에서 복설하고, 1943년 숭현사와 강당을 중수 하였고, 숭현사를 1974년에 보수하였다. 1975년 2월 5일 건조물 경북 제2호로 지정되었다가 대구직할시 승격 후에 대구시 문화재자료 제2호로 지정되었으며, 1996년 대구광역시 북구 산격1동 연암공원로 17길 20번지 연암공원내로 옮기고 2008년 8월27일 유림에 의해 약재 서사원(徐思遠)을 추향하였다

## 숭현사
숭현사(崇賢祠)는 先賢(선현)을 높이 받들어 제향하는 사당으로써 1665년(현종 6년)에 연구산(連龜山)에 세워졌는데, 1718년(숙종 44년)에 대구광역시 중구 동산동 229번지로 이건하였다.

## 배향 인물
배향 인물 4인 가운데 3인이 대구 서씨이기 때문에 문중서원 성격이 강하다.
- 서침(徐沈, ?-?)
- 서거정(徐居正, 1420년 ~ 1488년)
- 서해(徐解, 1537년 ~ 1559년)
- 서성(徐省, 1558년 ~ 1631년)

## 같이 보기
- 서침

## 참고 자료
- 구암서원 숭현사 - 국가유산청 국가유산포털
- 구암서원(龜巖書院)  - 한국서원연합회